# Badlapur - Becharak, Shorapur
Badlapur - Becharak là một làng thuộc tehsil Shorapur, huyện Gulbarga, bang Karnataka, Ấn Độ.